# 科格爾塞峰

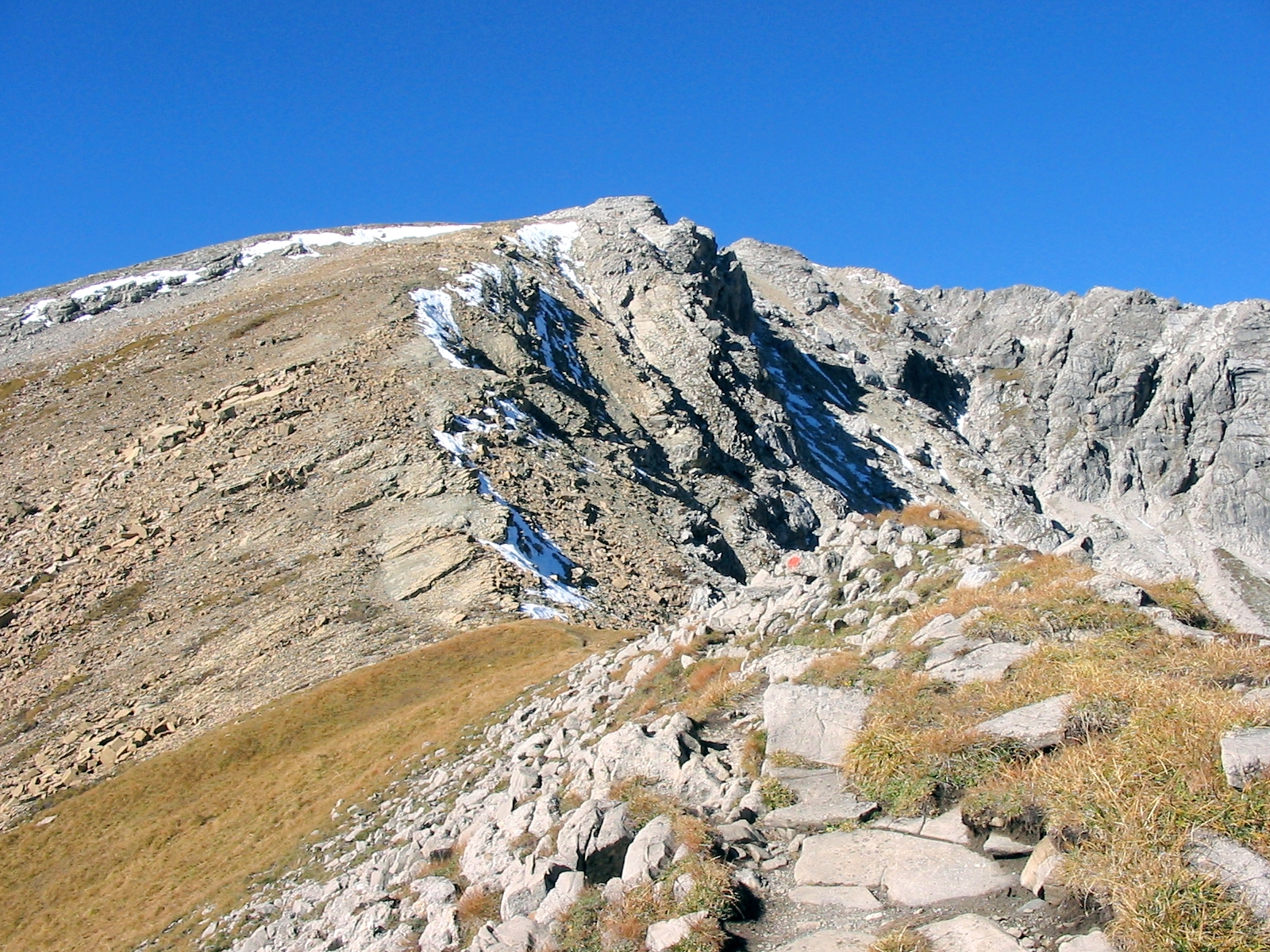

47°14′53″N 10°33′55″E / 47.24806°N 10.56528°E
科格爾塞峰（德語：Kogelseespitze），是奧地利的山峰，位於該國西部，由蒂羅爾州負責管轄，屬於萊希塔爾阿爾卑斯山脈的一部分，距離德雷默爾峰2.7公里，海拔高度2,647米，每年平均降雨量1,698毫米。